# Knut Wulff
Knut Wulff, född 1913 i Malmö, död 2002, var en svensk entreprenör och pionjär inom skönhetsområdet, som skapade flera framgångsrika produkter och varumärken inom sitt företag Pierre Robert.

## Familjebakgrund
Knut Wulffs far Gustav Wulff och hans farbror Hermann Wulff anlände 1910 till Malmö från Hamburg. Gustav var frisör och hade fått anställning vid Malmös då elegantaste frisersalong, Salong Sauer. 1912 gifte sig bröderna Wulff med två döttrar i familjen Broman, Gustav med Magda och Hermann med Anna. 1913 öppnade Gustav Wulff en egen salong, Wulffs rak- och frisersalong, och fick med sig Hermann Wulff dit. Uppdelningen kom efter en tid att bli att Hermann tog hand om herrfriseringen och Gustav om damfriseringen. Några år senare skaffade de sig varsin salong.
Gustav Wulff klippte Gustav V under hans besök i Skåne och utnämndes 3 januari 1920 till hovfrisör. Han sålde även parfym och hårvatten och blev 1920 kunglig hovleverantör.

## Frisörverksamhet
Vid 17 års ålder, år 1930, tog Knut Wulff över sin fars verksamhet som frisör i Malmö. Efter inledande problem, bland på grund av trettiotalsdepressionen, expanderade Wulff sin verksamhet med fler skönhetssalonger. Som mest hade dessa ett 80-tal anställda och fanns i Malmö, Göteborg, Stockholm och Köpenhamn.
I likhet med sin far hade han kunder från kungahuset, tack vare sin sommarsalong i Falsterbo som han drev från 1937. Han var den förste som klippte blivande kung Carl XVI Gustaf, som prins ett par år gammal. 1952 blev Wulffs salonger kunglig hovleverantör.
Från början av 1970-talet, då Wulff sedan länge koncentrerat sig på kosmetikan, såldes salongerna en efter en. Lönsamhetsproblem på grund av ökade arbetsgivaravgifter var en bidragande orsak.

## Kosmetika och skönhetsprodukter
Wulff satsade också på att själv tillverka och sälja kosmetika. Den första framgångsrika produkten var hudcremen LdB, namngiven efter Lait de Beauté, franska för "skönhetsmjölk". Produkten skapades 1945 i Wulffs källare, enligt uppgift med hjälp av en köksmaskin. Wulff hade hjälp av en estländsk apotekare vid namn Tönnisson vid skapandet av LdB och flera andra produkter.
Wulffs produkter, inledningsvis ett tiotal, lanserades 1946 under företagsnamnet Monsieur Robert, som 1964  ändrades till Pierre Robert. Wulff hävdade att han hade köpt ett recept och rättigheter från en Monsieur Robert i Paris. Sanningshalten i detta har dock ifrågsatts, och förmodligen valdes ett franskklingande namn av marknadsföringsskäl, eftersom Frankrike förknippats med lyx och flärd. I slutet av 1950-talet lanserade Pierre Robert en komplett makeup-serie vid namn Mille Colori, som innehöll underlagscrème, puder, ögonskugga, eyeliner, mascara och läppstift i olika färger. Pierre Robert hade stora framgångar på den svenska marknaden, blev kunglig hovleverantör 1955, och hade sin största marknadsandel på 1970-talet, då företaget stod för ungefär hälften av den svenska marknaden för hårvårdsprodukter och en tredjedel av kosmetikan.
Efter flera års propåer från Unilever köpte de 1975 Pierre Robert AB och företagets varumärken. Wulff stannade som verkställande direktör till sin pensionering 1978. Unilever lade ner kosmetikaproduktionen i Sverige i mitten 1990-talet, och flera av Pierre Roberts gamla varumärken köptes 1998 av Malmöentreprenören Kent Widding och hans företag Hardford.
Wulff ångrade att han sålde sitt företag, men såg det som svårt att fortsätta som ägare på grund av det dåliga svenska företagsklimatet på 1970-talet, som även hade spelat in i beslutet att sälja de flesta frisersalonger.
Efter sin pensionering ville inte Wulff lämna kosmetikabranschen, och inriktade sig på örtkosmetika. En serie vid namn Fleur de Santé ("hälsoblomma") togs fram med hjälp av fyra leverantörer. 1980 startade företaget Fleur de Santé, med Knut Wulff som hälftenägare, och Fortia (det börsnoterade ägarbolaget bakom Pharmacia) som den andra hälftenägaren. Fleur de Santés sålde sina produkter dels via postorder, vilket var ett distributionssätt under expansion vid denna tid, och dels i ett 20-tal Fleur de Santé-butiker som drevs via franchise. Fleur de Santé togs senare över av postorderföretaget Ellos.
Arne Högberg gav 2004 ut en bok om Knut Wulff under namnet Skönhetens entreprenör.

## Utmärkelser
- Kommendör med stora korset av Nordstjärneorden, 4 juni 1960.[8]